# Sabine Moussier

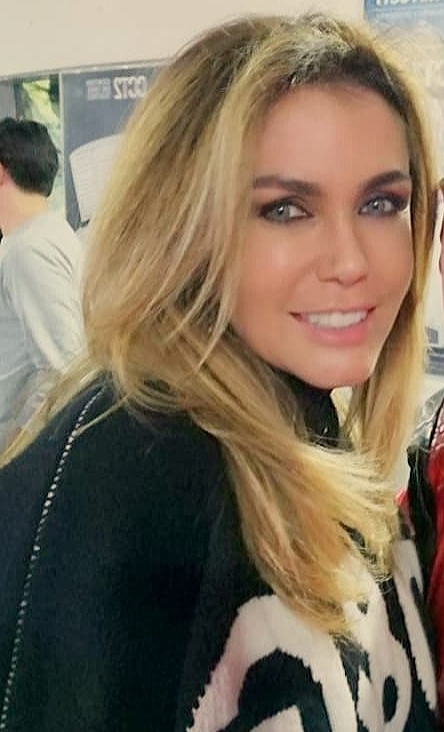
Sabine Moussier, 2020

Diana Sabine Moussier (* 12. Juli 1966 in Leverkusen, Deutschland) ist eine deutsch-mexikanische Schauspielerin. 

## Leben
Als Kind immigrierte Moussier mit ihrer Mutter nach Mazatlán, Mexiko. Als Teenager entwickelte sie Interesse für die Schauspielerei und besuchte das Televisa's Centro de Educación Artística in Mexiko-Stadt. Im Anschluss an ihre Ausbildung wurde sie Co-Gastgeberin bei Al ritmo de la noche mit Jorge Ortiz de Pinedo. 1996 bekam sie kleinere Rollen in den Telenovelas Morir dos veces und Luz Clarita. Ein Jahr später stellte sie die Pianistin Mireya Serrano in der Telenovela María Isabel dar. Ihre Bekanntheit stieg 1998, als sie bei El privilegio de amar das sympathische Model Lorenza Torres spielte. Für diese Rolle gewann Moussier 1999 den Preis für die Beste Newcomerin bei den Premios TVyNovelas. In den folgenden Jahren übernahm sie weitere Rollen in verschiedenen Telenovelas.
Im August 2002 nahm Moussier eine zweieinhalbjährige Auszeit, um sich um ihre neugeborene Tochter kümmern zu können. Sie kam im Februar 2005 in der Rolle von Évoras ehemaliger Verlobter in La madrastra zurück auf den Bildschirm. Im gleichen Jahr spielte sie in dem Theaterstück Hombres mit, bevor 2006 ihr Sohn auf die Welt kam. In den nächsten Jahren trat sie wieder in verschiedenen Telenovelas auf und sollte 2009 Edith González in dem Musical Aventurera ersetzen. Wegen einer Beinverletzung musste sie allerdings kurze Zeit später aus der Produktion ausscheiden. 
2009 wurde Moussier das Guillain-Barré-Syndrom diagnostiziert. Nach einer krankheitsbedingten Auszeit kam sie 2011 mit ihrer ersten Hauptrolle seit der Diagnose zurück. Seit März 2012 spielt sie Carmina Bouvier in Abismo de pasion, einem Remake von Cañaveral de Pasiones.
Moussier hat zwei Kinder mit dem chilenischen Geschäftsmann Jorge Peralta, von dem sie sich im Januar 2008 trennte. Beide waren nicht verheiratet, mussten sich aber nach mexikanischem Recht offiziell scheiden lassen, da sie mehr als fünf Jahre miteinander gelebt und zwei gemeinsame Kinder hatten.

## Filmografie

### Telenovelas
Alle Telenovelas wurden von dem mexikanischen Medienunternehmen Televisa produziert. 
- 1996–1997: Morir dos veces
- 1996–1997: Luz Clarita
- 1997–1998: María Isabel: Mireya Serrano
- 1998–1999: El privilegio de amar: Lorenza Torres
- 1999–2000: Rosalinda: Cristina
- 1999–2000: Mujeres engañadas: Diana de Lizárraga
- 2001: El derecho de nacer: Graciela
- 2002: Entre el amor y el odio: Frida de Villareal
- 2005: La Madrastra: Fabiola de Mendizábal
- 2005: Piel de otoño: Rebecca Franco
- 2006–2007: Amar sin límites: Eva Santoro
- 2007: Amor sin maquillaje: Beatriz
- 2008: Las Tontas no van al Cielo: Marissa Durán
- 2009: Mi pecado: Justina Aldama de Huerta
- 2011: Ni contigo ni sin ti: Eleonor Cortázar
- 2012: Abismo de pasión: Carmina Bouvier de Castanon